# Coppa Italia 2017-2018 (hockey su pista)
La Coppa Italia 2017-2018 è stata la 49ª edizione della principale coppa nazionale italiana di hockey su pista. La competizione ha avuto luogo con la formula della final eight dal 23 al 25 febbraio 2018 presso la Pista Armeni di Follonica.
Il trofeo è stato conquistato dal Follonica per la nona volta nella sua storia.

## Squadre partecipanti
| Qualificazione                                   | Club            |
| ------------------------------------------------ | --------------- |
| 1ª classificata in Serie A1 nel girone di andata | Amatori Lodi    |
| 2ª classificata in Serie A1 nel girone di andata | CGC Viareggio   |
| 3ª classificata in Serie A1 nel girone di andata | Forte dei Marmi |
| 4ª classificata in Serie A1 nel girone di andata | Valdagno 1938   |
| 5ª classificata in Serie A1 nel girone di andata | Bassano         |
| 6ª classificata in Serie A1 nel girone di andata | Trissino        |
| 7ª classificata in Serie A1 nel girone di andata | Breganze        |
| Società ospitante                                | Follonica       |

## Risultati

### Tabellone
|  | Quarti di finale | Quarti di finale | Quarti di finale |                 |                 | Semifinali    | Semifinali | Semifinali |  |  | Finale | Finale    | Finale |
|  |                  |                  |                  |                 |                 |               |            |            |  |  |        |           |        |
|  | 1                | Amatori Lodi     | 5                |                 |                 |               |            |            |  |  |        |           |        |
|  | 8                | Follonica        | 7                |                 |                 |               |            |            |  |  |        |           |        |
|  | 8                | Follonica        | 7                |                 | 8               | Follonica     | 6          |            |  |  |        |           |        |
|  |                  |                  |                  |                 | 8               | Follonica     | 6          |            |  |  |        |           |        |
|  |                  | 4                | Valdagno 1938    | 2               |                 |               |            |            |  |  |        |           |        |
|  | 4                | 4                | Valdagno 1938    | 2               | Valdagno 1938   | 2             |            |            |  |  |        |           |        |
|  | 4                |                  |                  |                 | Valdagno 1938   | 2             |            |            |  |  |        |           |        |
|  | 5                | Bassano          | 1                |                 |                 |               |            |            |  |  |        |           |        |
|  |                  |                  |                  |                 |                 |               |            |            |  |  | 8      | Follonica | 3      |
|  |                  |                  | 3                | Forte dei Marmi | 2               |               |            |            |  |  |        |           |        |
|  | 2                | CGC Viareggio    | 4(4)             |                 |                 |               |            |            |  |  |        |           |        |
|  | 7                | Breganze         | 4(2)             |                 |                 |               |            |            |  |  |        |           |        |
|  | 7                | Breganze         | 4(2)             |                 | 2               | CGC Viareggio | 2(0)       |            |  |  |        |           |        |
|  |                  |                  |                  |                 | 2               | CGC Viareggio | 2(0)       |            |  |  |        |           |        |
|  |                  | 3                | Forte dei Marmi  | 2(2)            |                 |               |            |            |  |  |        |           |        |
|  | 3                | 3                | Forte dei Marmi  | 2(2)            | Forte dei Marmi | 1             |            |            |  |  |        |           |        |
|  | 3                |                  |                  |                 | Forte dei Marmi | 1             |            |            |  |  |        |           |        |
|  | 6                | Trissino         | 0                |                 |                 |               |            |            |  |  |        |           |        |

### Quarti di finale
| Arbitri: | Molli (Viareggio) Stallone (Giovinazzo) |

|                                   |            |                  |
| Tataranni 14'52" E. Romero 20'50" | Marcatori  | 19'30" Neves     |
| Franco Vanzo                      | Allenatori | Massimo Barbieri |

| Arbitri: | Galoppi (Follonica) Iuorio (Salerno) |

|                     |            |                |
| Maremmani 42'04"    | Marcatori  |                |
| Pierluigi Bresciani | Allenatori | Jorge Valverde |

| Arbitri: | Fronte (Novara) Brambilla (Agrate Brianza) |

|                                                        |                      |                                               |
| Costa 9'30" Ventura 32'45" 52'17" M. Bertolucci 44'08" | Marcatori            | 13'12" 30'45" 42'58" Ambrosio 58'50" M. Cocco |
| Costa M. Bertolucci Muglia Montigel                    | Tiri di rigore 4 – 2 | Ambrosio Compagno                             |
| Alessandro Bertolucci                                  | Allenatori           | Diego Mir                                     |

| Arbitri: | Ferrari (Viareggio) Di Domenico (Correggio) |

|                                                                  |            |                                                                                      |
| Illuzzi 24'57" G. Cocco 28'16" Verona 29'16" 30'59" Pinto 35'01" | Marcatori  | 5'51" 26'04" 30'04" Banini 18'24" F. Pagnini 30'17" Rodríguez 32'41" 34'34" Martínez |
| Nuno Resende                                                     | Allenatori | Enrico Mariotti                                                                      |

### Semifinali
| Arbitri: | Fronte (Novara) Eccelsi (Novara) |

|                       |                      |                                |
| Ventura 5'09" 59'07"  | Marcatori            | 10'36" G. Romero 57'55" De Oro |
|                       | Tiri di rigore 0 – 2 | De Oro Motaran                 |
| Alessandro Bertolucci | Allenatori           | Pierluigi Bresciani            |

| Arbitri: | Ferrari (Viareggio) Molli (Viareggio) |

|                                                                     |            |                        |
| Martínez 5'05" Banini 23'41" 43'48" 45'02" 46'09" F. Pagnini 31'37" | Marcatori  | 6'08" 34'50" E. Romero |
| Enrico Mariotti                                                     | Allenatori | Franco Vanzo           |

### Finale
| Arbitri: | Fronte (Novara) Molli (Viareggio) |

|                                 |           |                                    |
| F. Pagnini 20'05" 44'15" 45'23" | Marcatori | 7'59" D. Motaran 22'57" M. Pagnini |

| Follonica       |  |                     |
|                 |  |                     |
| P               |  | Gabriele Irace      |
| E               |  | Davide Banini       |
| E               |  | Francesco Banini    |
| E               |  | Andrea Fantozzi     |
| E               |  | Lucas Martínez      |
| E               |  | Stefano Paghi       |
| E               |  | Federico Pagnini    |
| E               |  | Mario Rodriguez     |
| E               |  | Pablo Saavedra      |
| P               |  | Giovanni Menichetti |
| Allenatore:     |  |                     |
| Enrico Mariotti |  |                     |

| Forte dei Marmi     |  |                   |
|                     |  |                   |
| P                   |  | Riccardo Gnata    |
| E                   |  | Elia Cinquini     |
| E                   |  | Gaston De Oro     |
| E                   |  | Giacomo Maremmani |
| E                   |  | Davide Motaran    |
| E                   |  | Marco Pagnini     |
| E                   |  | Gonzalo Romero    |
| E                   |  | Francesco Rossi   |
| E                   |  | Enric Torner      |
| P                   |  | Federico Stagi    |
| Allenatore:         |  |                   |
| Pierluigi Bresciani |  |                   |